# Gianni Meersman
Gianni Meersman (født 5. december 1985) er en belgisk tidligere professionel cykelrytter.